# 台北捷運板橋線
板橋線（いたばしせん）は、台湾台北市中正区と万華区にある西門駅から新北市板橋区にある府中駅を結ぶ台北捷運の路線。南港線、土城線とあわせて“板南線”と呼ばれている。
路線のイメージカラーは板南線の■藍色。台湾鉄路管理局縦貫線や台湾高速鉄道と並走している。全長7.2 km。西門駅からは南港線に、府中駅からは土城線にそれぞれ直通運転をしている。

## 運転
2008年5月現在、運行時間は6:00 - 24:00で、概ね4分間隔（平日のラッシュ時は最短で2分30秒間隔）にて運行されている。また23:00以降は運転本数が漸減する。時刻表は存在しないが、全ての駅のホーム上と改札周辺に、行先別に次の列車到着までの残り時間を刻々と示す案内表示が設けられている。

## 設備
全て地下駅である。右側通行、第三軌条方式（直流750 V）、軌間1435 mm、ATO方式、ワンマン運転と、主に欧米の地下鉄を模している。
各駅で車椅子に対応したバリアフリー化が進んでいる一方、各駅の改札内には一部に新聞の自動販売機がある以外、売店や自動販売機は無く、ガムや清涼飲料を含めた飲食は法令により罰金の対象となる。
改札内の設備に於ける企業の宣伝広告は、2009年3月現在解禁されているが、キャンペーンなどに伴って排除され、台北捷運の広告または公共広告のみとなることがある。
携帯電話の電波はトンネル内を走行中の列車からも十分通話が可能なように中継されているが、「通話は小声で行ってください」との案内が行われる。

## 車両
C321型電車、C341型電車（何れもシーメンス社製）が、全て6両編成にてワンマン運転されている。1両の長さが23.5 m、車両幅は3.2 m、一編成の乗車定員は1,914名あるため、列車長は日本のJR在来線の通勤型電車のほぼ7両分、乗車定員では12両分以上に相当する。
列車内の企業の宣伝広告も、2009年3月現在解禁されているが、キャンペーンなどに伴って排除され、台北捷運の広告または公共広告のみとなることがある。

## 歴史
- 1999年12月24日 - 西門駅 - 龍山寺駅間が開業、同時に南港線との直通運転を開始。
- 2000年8月31日 - 龍山寺駅 - 新埔駅間が開業。
- 2006年5月31日 - 新埔駅 - 府中駅間が開業、同時に土城線との直通運転を開始。

## 駅一覧
（注意：斜字体は建設中または計画中の路線）
| 駅番号                          | 駅名              | 駅名              | 駅名                                          | 接続路線・備考                                               | 所在地 | 所在地        |
| 駅番号                          | 日本語            | 繁体字中国語      | 英語                                          | 接続路線・備考                                               | 所在地 | 所在地        |
| ------------------------------- | ----------------- | ----------------- | --------------------------------------------- | ------------------------------------------------------------ | ------ | ------------- |
| 南港線 南港展覧館駅まで直通運転 |                   |                   |                                               |                                                              |        |               |
| BL11                            | 西門駅            | 西門站            | Ximen                                         | ■南港線 (直通運転) ■松山新店線G12（松山線、小南門線）        | 台北市 | 中正区 万華区 |
| BL10                            | 龍山寺駅          | 龍山寺站          | Longshan Temple                               |                                                              | 台北市 | 万華区        |
| BL09                            | 江子翠駅          | 江子翠站          | Jiangzicui                                    |                                                              | 新北市 | 板橋区        |
| BL08                            | 新埔駅            | 新埔站            | Xinpu                                         | ■環状線Y15（改札外連絡）                                     | 新北市 | 板橋区        |
| BL07                            | 板橋駅            | 板橋站            | Banqiao                                       | ■環状線Y16（改札外連絡） ■台湾鉄路管理局縦貫線 ■台湾高速鉄道 | 新北市 | 板橋区        |
| BL06                            | 府中駅 (林家花園) | 府中站 (林家花園) | Fuzhong (The Lin's Family Mansion and Garden) | ■土城線 (直通運転)                                           | 新北市 | 板橋区        |
| 土城線 頂埔駅まで直通運転       |                   |                   |                                               |                                                              |        |               |